# Фишер-Блэк, Финн
Финн Фишер-Блэк (англ. Finn Fisher-Black; род. 21 декабря 2001, Benenden, Юго-Восточная Англия) — новозеландский шоссейный велогонщик.

## Карьера
На юниорском уровне (с 2016 и 2019 год) становился среди юниоров (U19) чемпионом Новой Зеландии по велокроссу, чемпионом Океании и Новой Зеландии в групповой и индивидуальной гонках на шоссе. А также чемпионом Новой Зеландии на треке среди элиты. Выступил на чемпионате мира 2019 года в групповой и индивидуальной гонках среди юниоров. В феврале 2019 года он установил мировой рекорд в индивидуальной гонке преследования на 3000 метров среди юниоров.
В последующие годы продолжил представлять свою страну на чемпионатах мира. Сначала в 2020 году из-за пандемии COVID-19 получил возможность выступить среди элиты. Затем в 2021 году стартовал среди андеров и в 2022 году перешёл в элитную категорию.
В 2020 и 2021 году стан чемпионом Новой Зеландии в групповой и индивидуальной гонках среди андеров. В 2020 году подписал контракт с Jumbo-Visma Development Team, молодёжной командой Jumbo-Visma
В январе 2021 года на Нью Зиланд Сайкл Классик одержал свою первую личную победу на шоссе в гонке категории UCI, а по итогам всей гонки занял второе место уступив 8 секунд соотечественнику Корбину Стронгу. Затем в марте выиграл свою первую гонку которой стала хорватская Истриан Спринг Трофи. Летом всё того же года подписал контракт с командой категории UCI WorldTeam — UAE Team Emirates, получив от неё выгодное предложение.

## Личная жизнь
Старшая сестра Ниам Фишер-Блэк также является велогонщицей.

## Достижения

### Шоссе
2017
 Чемпион Новой Зеландии — групповая гонка кадеты
 Чемпион Новой Зеландии — индивидуальная гонка кадеты
2018
 Чемпион Новой Зеландии — индивидуальная гонка U19
 Чемпионат Океании — индивидуальная гонка U19
2019
 Чемпион Океании — групповая гонка U19
 Чемпион Океании — индивидуальная гонка U19
10-й Чемпионат мира — индивидуальная гонка U19
2020
 Чемпион Новой Зеландии — групповая гонка U23
 Чемпион Новой Зеландии — индивидуальная гонка U23
2021
 Чемпион Новой Зеландии — индивидуальная гонка U23
Нью Зиланд Сайкл Классик
2-й в генеральной классификации
1-й (TTT) 4-й этапы
Истриан Спринг Трофи
2024
Маскат Классик

### Велокросс
2016
 Чемпионка Новой Зеландии — U19

### Трек
2018
 Чемпион Новой Зеландии — командная гонка преследования U19
 Чемпион Океании — скрэтч U19
2-й Чемпионат Океании — гонка по очкам U19
2-й Чемпионат Океании — индивидуальная гонка преследования U19
2-й Чемпионат Океании — командная гонка преследования U19
3-й Чемпионат Океании — мэдисон U19
2019
 Чемпион Новой Зеландии — командная гонка преследования
 Чемпион Новой Зеландии — мэдисон

## Рейтинги
| Год                 | 2020  | 2021  | 2022  | 2023  | 2024  |
| ------------------- | ----- | ----- | ----- | ----- | ----- |
| Мировой рейтинг UCI | 881-й | 265-й | 866-й | 310-й | 169-й |
| Океанский тур UCI   | 47-й  | 14-й  | 51-й  | 19-й  | 11-й  |
|                     |       |       |       |       |       |
| Источник: UCI       |       |       |       |       |       |